# Kiss Me Again (pel·lícula de 1925)

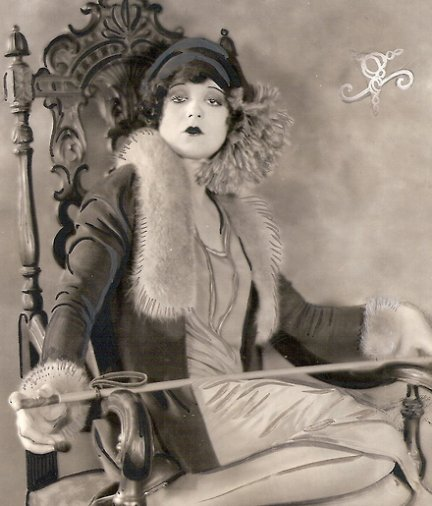
Marie Prevost en un fotograma de la pel·lícula

Kiss Me Again és una pel·lícula muda romàntica de la Warner Bros. dirigida per Ernst Lubitsch i protagonitzada per Marie Prevost, Monte Blue i Clara Bow. La pel·lícula, basada en l'obra de teatre de Victorien Sardou i Émile de Najac “Divorçons!” (1880), es va estrenar l'1 d'agost de 1925. Es considera una pel·lícula perduda.

## Repartiment
- Marie Prevost (LouLou Fleury)
- Monte Blue (Gaston Fleury)
- Clara Bow (Grizette)[4]
- John Roche (Maurice Ferriere)[4]
- Willard Louis (advocat DuBois)[4]

## Argument
Loulou, l'esposa de Gaston Fleury, té un interès superficial per la música però més profund per un pianista anomenat Maurice. Encara que Gaston no vol deixar lliure la seva dona per a que vagi amb Maurice, fingeix estar disposat a divorciar-se. Passat un temps ella s'adona que amb el piano Maurice és meravellós però un cop el tanca és molt avorrit. Les enginyoses maniobres de Gaston la porten a desitjar desesperadament una reconciliació. Ell feliçment compleix el seu desig.

## Fitxa tècnica
- Direcció: Ernst Lubitsch
- Ajudant de direcció: Sandy Roth[5]

- Càmera: Charles J. Van Enger[6]
- Guió: Hanns Kräly[7]

## Detalls de la producció
Durant el rodatge de la pel·lícula Marie Prevost va contreure la grip i es va haver d'aplaçar tot el rodatge. L'actriu va intentar tornar a rodar les seves escenes però es va desmaiar i va haver de ser evacuada en ambulància. Pocs dies després va poder tornar al rodatge. A mitjans de març la pel·lícula ja s'havia filmat i s'estava editant. La premiére mundial va ser a Los Angeles el 10 de juny de 1925, l'estrena als cinemes va ser més tard, l'1 d'agost d'aquell any. La pel·lícula va ser un gran èxit de crítica i la revista “The Film Daily”, la incloïa en la llista de les 10 millors pel·lícules de l'any després de fer una enquesta a prop de 70 crítics de cinema.